# Хирургия
Хирурги́я (др.-греч. χειρουργική, от др.-греч. χείρ — «рука» и ἔργον — «действие, работа») — область медицины, изучающая острые и хронические заболевания, которые лечат при помощи оперативного (хирургического) метода.

## История
Хирургия является одной из самых древних отраслей медицины. Старейший хирургический метод, в отношении которого есть доказательства, — это трепанация, в котором отверстие сверлили или выскребали в черепе, чем вскрывали твёрдую мозговую оболочку в целях лечения проблем со здоровьем, связанных с внутричерепным давлением и другими заболеваниями. За 6 тыс. лет до н. э. выполняли такую операцию, как удаление камней из мочевого пузыря; при переломах костей накладывали повязки для иммобилизации. Для лечения ран применяли вино, мёд и масло. Сведения о состоянии медицины в IV—V тысячелетии до н. э. в летописях не значатся. Лишь за 1,5 тысячи лет до н. э. в Древней Индии начали развивать хирургию. Были изобретены хирургические инструменты (более 100 наименований). В это время производили такие оперативные вмешательства, как пластические операции носа, удаление инородных тел, разрабатывали методы остановки кровотечения (гемостаз).

### Античность
Великий врач того времени Гиппократ (460—377 годы до н. э.) написал труды по медицине и хирургии. Он дал понятие о ранах и их заживлении, описал признаки флегмоны и сепсиса, симптомы столбняка. Во время операции использовал дождевую или кипячёную воду. Резекция ребра, предложенная Гиппократом при гнойном плеврите, до сих пор не утратила своего значения.
Способ дробления камней мочевого пузыря изобретён был врачом александрийского периода, Аммонием, прозванным за то «литотомистом».
Мощное развитие получила хирургия и в Древнем Риме. Римские хирурги весьма искусно лечили колотые и резаные раны, производили ампутации. При гладиаторских школах и в армиях всегда присутствовали хирурги. Врачом в гладиаторской школе был великий хирург Гален.

### Средневековье
Достижения некоторых хирургов средневековья были весьма существенными. Итальянский хирург Лукка ещё в XIII веке для обезболивания использовал специальные губки, пропитанные веществами, вдыхание паров которых приводило к потере сознания и болевой чувствительности. Бруно де Лангобурго в том же XIII веке выявил принципиальную разницу между первичным и вторичным заживлением ран, ввёл термины «заживление первичным натяжением» и «заживление вторичным натяжением». Французский хирург Анри де Мондевилль предлагал накладывать ранние швы на рану, выступал против её зондирования, связывал общие изменения в организме с характером течения местного процесса. Были и другие примечательные достижения, но всё-таки основными принципами хирургии в средние века были: «Не вреди» (Гиппократ), «Самое лучшее лечение — это покой» (Цельс), «Природа сама исцеляет раны» (Парацельс), «Medicus curat, deus sanat» («Врач заботится, Бог лечит»).
Благодаря итальянскому анатому Мондино де Луцци возобновили, долгое время запрещённую средневековой католической церковью практику публичных вскрытий трупов умерших людей в целях обучения студентов медицине. Его труд «Анатомия» (1316) стал первым со времён Галена анатомическим трактатом, основанным не на пересказе трудов Галена и Ибн Сины, а на собственных результатах вскрытий, а также оставался авторитетным учебником на протяжении последующих 300 лет.
Университетская медицина была схоластичной и попала в руки ремесленников и цирюльников.

### Эпоха Возрождения
Со 2-й половины XV века началась эпоха Возрождения. Это было время величайшего подъёма медицины и хирургии. Наметилась тенденция, чтобы медицина строилась на основе клинических наблюдений у постели больного и проведения научных опытов. Видными представителями этого периода хирургии были Амбруаз Паре, Парацельс, Гарвей.
- Амбруаз Паре (1517—1590) — знаменитый французский хирург. Об огнестрельной ране он писал как об ушибленной ране, заменил технику ампутации и перевязку крупных сосудов. В акушерстве разработал метод поворота на ножку для извлечения плода, метод известный ещё Гиппократу, но потом забытый.
- Парацельс (1493—1541) — швейцарский врач и естествоиспытатель. Разработал методику применения вяжущих средств для улучшения общего состояния раненых.
- Гарвей (1578—1657) — открыл законы кровообращения, определил роль сердца как насоса, убедительно объяснил, что артерии и вены есть 1 круг кровообращения.

В 1667 году французский учёный Жан Дени впервые произвёл переливание крови человеку.

### Хирургия XIX—XX веков
XIX век стал веком крупных открытий в хирургии. В этом веке получила развитие топографическая анатомия и оперативная хирургия. Так, Николай Иванович Пирогов выполнял высокое сечение мочевого пузыря за 2 минуты, а ампутацию голени — за 8 минут. Хирург армии Наполеона I Ларрей за одни сутки произвёл 200 ампутаций.
3 основных обстоятельства препятствовали развитию хирургии, внедрению новых видов оперативного вмешательства:
1. отсутствие профилактики заражения операционных ран,
2. отсутствие метода борьбы с кровотечениями,
3. отсутствие анестезии.

Однако эти вопросы удалось разрешить.
В 1846 году американский химик Чарльз Томас Джексон и зубной врач Уильям Мортон применили вдыхание паров диэтилового эфира при удалении зуба. Больной терял сознание и болевую чувствительность. Хирург Джон Коллинс Уоррен в 1846 году удалил опухоль шеи под эфирным наркозом. В 1847 году английский акушер Джеймс Янг Симпсон для наркоза применил хлороформ и добился потери сознания и чувствительности. Так было положено начало общему обезболиванию — наркозу. Хотя операции проводили теперь безболезненно, больные погибали либо от кровопотери и шока, либо от развития гнойных осложнений.
Однако, Луи Пастер (1822—1895) в результате проведённых опытов доказал, что высокая температура и химические вещества способствуют уничтожению микробов и исключают таким образом процесс гниения. Это открытие Пастера было огромным вкладом в развитие науки микробиологии и хирургии. Английский хирург Джозеф Листер (1827—1912), основываясь на открытиях Пастера, пришёл к выводу, что инфицирование раны происходит через воздушную среду. Поэтому для борьбы с микроорганизмами (микробами) стали распылять в операционной карболовую кислоту. Руки хирурга перед операцией и операционное поле также орошали карболовой кислотой, а по окончании операции рану накрывали марлей, пропитанной карболовой кислотой. Так придумали метод борьбы с инфекцией — антисептика. Ещё до открытия Пастером процессов брожения и гниения Николай Иванович Пирогов (1810—1881) считал, что гной может содержать «прилипчивую заразу» и применял антисептические вещества. Возникло учение о раневой инфекции. Использование антисептического метода в хирургии привело к уменьшению гнойных осложнений ран и улучшению исходов операций.
В 1885 году русский хирург Максим Семёнович Субботин для выполнения оперативных вмешательств производил стерилизацию перевязочного материала, чем и положил начало методу асептики. В последующем этому разделу хирургии посвятили свои труды Эрнст фон Бергманн, Николай Васильевич Склифосовский и многие другие.
В это же время появились разработки методов борьбы с кровотечением при ранениях и операциях. Фридрих Август фон Эсмарх (1823—1908) предложил кровоостанавливающий жгут, который накладывал на конечность как во время случайной раны, так и во время ампутации. Борьбе с кровотечением были посвящены труды Н. И. Пирогова, особенно при изучении хирургической анатомии сосудов, вторичного кровотечения.
В 1901 году Карл Ландштейнер открыл группы крови. В 1907 году Ян Янский разработал методику переливания крови.

### Российская хирургия
Хирургия в России начали развивать с 1654 года, когда был издан указ об открытии костоправных школ. В 1704 году появилось аптекарское дело и в этом же году было закончено строительство завода хирургического инструментария. До XVIII века хирургов в России практически не было, отсутствовали и больницы. 1-й госпиталь в Москве открыт в 1707 году. В 1716 и 1719 годах в Санкт-Петербурге ввели в строй 2 госпиталя.
Между тем и в допироговский период были талантливые русские врачи, оставившие определённый вклад в истории русской хирургии. К ним относят Константина Ивановича Щепина (1728—1770), Петра Андреевича Загорского (1764—1846), Ивана Фёдоровича Буша (1771—1843), Илью Васильевича Буяльского (1789—1866), Ефрема Осиповича Мухина (1766—1850).
- Фёдор Иванович Иноземцев (1802—1869) — современник Николая Ивановича Пирогова, профессор Московского университета. Он занимался преподаванием хирургии на медицинском факультете, читал курс оперативной хирургии с топографической анатомией. Его учениками были профессора Сергей Петрович Боткин и Иван Михайлович Сеченов.
- Николай Васильевич Склифосовский (1836—1904) — выдающийся хирург своего времени. Профессор Киевского университета, затем преподавал хирургию в Петербургской медико-хирургической академии, а позже (1880) в Московском университете. Н. В. Склифосовский занимался вопросами антисептики и асептики, совместно с И. И. Насиловым разработал костнопластическую операцию «русский замок».
- Александр Алексеевич Бобров (1850—1904) — создатель московской хирургической школы, из которой вышел Сергей Петрович Федоров. Он автор оперативных приёмов при холецистите, грыже. Создал аппарат Боброва для введения под кожу солевых растворов. Издал книгу по оперативной хирургии и топографической анатомии.
- Пётр Иванович Дьяконов (1855—1908/1909) — начинал работать в качестве земского врача. Затем защитил диссертацию на учёную степень доктора медицины и возглавил кафедру оперативной хирургии и топографической анатомии, а затем кафедру госпитальной хирургии Московского университета.
- Николай Александрович Вельяминов (1855—1920) — академик Военно-медицинской академии, выдающийся хирург и учёный. Эрудированный врач, автор научных работ по заболеваниям суставов, щитовидной железы, туберкулёзом. Организовал комитет скорой помощи в России.
- Платон Иванович Тихов (1865—1917) — хирург, профессор Томского университета, пионер развития хирургии в Сибири. Издал трёхтомник частной хирургии. Автор метода пересадки мочеточников в прямую кишку.

## Эмблемы хирургии
Эмблемами хирургии считали каплю крови (в нынешнее время часто используют как эмблему или фрагмент эмблемы донорства), различные инструменты, используемые хирургами и цирюльниками, а также пентаграмму.

## Разновидности
По характеру и целям операции делят на диагностические, радикальные и паллиативные. Диагностические операции позволяют хирургу поставить более точный диагноз и являются, в некоторых случаях, единственным диагностически достоверным методом, радикальные оперативные вмешательства полностью устраняют патологический процесс, паллиативные облегчают общее состояние больного кратковременно.
По срокам выполнения различают операции экстренные, срочные и плановые. Экстренные операции требуют немедленного выполнения (остановка кровотечения, трахеостомия, и др.). Срочные операции могут быть отложены на время уточнения диагноза и подготовку больного к операции. Плановые операции выполняются после детального обследования больного и необходимой подготовки к операции.
Современная хирургия всё более становится реконструктивной хирургией, то есть направленной на восстановление или замену поражённого органа — протез сосуда, искусственный клапан сердца, укрепление синтетической сеткой грыжевых ворот и т.д., и малоинвазивной, то есть направленной на минимизацию объёмов и области вмешательства в организм — мини-доступы, лапароскопическая техника, рентгеноэндоваскулярная хирургия, а также молекулярная хирургия.
С хирургией связаны такие области, как:
- абдоминальная хирургия,
- торакальная хирургия,
- урология,
- андрология,
- гинекология,
- нейрохирургия,
- ангиология,
- кардиохирургия,
- эндокринология,
- травматология,
- ортопедия,
- пластическая хирургия,
- челюстно-лицевая хирургия,
- комбустиология,
- трансплантология,
- офтальмология,
- гнойная хирургия,
- онкология.

### Направления и ответвления хирургии
В современной медицине, в хирургии можно выделить данные направления:
1. Абдоминальная — раздел хирургии, занимающийся заболеваниями органов живота.
2. Ангиология (сосудистая хирургия) — раздел хирургии, изучающий заболевания кровеносных сосудов: артерий и вен.
3. Андрология — более узкая ветвь урологии, в которой рассматривают проблемы мужских заболеваний.
4. Гинекология — раздел хирургии, изучающий заболевания женской репродуктивной системы.
5. Нейрохирургия — один из сложных и стремительно развивающихся разделов хирургии, занимающийся заболеваниями нервной системы.
6. Кардиохирургия — раздел хирургии, занимающийся коррекцией патологии сердца.
7. Офтальмохирургия — раздел хирургии, занимающийся хирургической коррекцией и заболеваниями зрения.
8. Пластическая хирургия — один из древних разделов хирургии, занимающийся оперативными вмешательствами, направленными на восстановление формы и функции какого-либо органа, ткани или изменённой поверхности человеческого тела.
9. Торакальная — раздел хирургии, занимающийся заболеваниями органов грудной клетки.
10. Урология — раздел хирургии, занимающийся заболеваниями мочеполовой системы.
11. Челюстно-лицевая хирургия — раздел хирургии, занимающийся лечением различных заболеваний и состояний в области лица, челюстей, полости рта, головы и шеи.
12. Эндокринная хирургия — раздел хирургии, занимающийся заболеваниями желёз внутренней секреции.

## Процесс
Хирургическое лечение состоит из нескольких последовательных этапов:
1. подготовки больного к операции,
2. обезболивания (наркоза),
3. хирургического вмешательства
4. реабилитации больного после операции.

Хирургическая операция включает: обеспечение операционного доступа (разрез кожи или слизистой оболочки), оперативное лечение органа, восстановление целостности тканей, нарушенных во время операции.

## Важнейшие хирургические объединения
- Российский национальный исследовательский медицинский университет имени Н. И. Пирогова (Россия)
- Институт хирургии им. А.В. Вишневского (Россия)
- Международное общество хирургов (International Society of Surgery)[9]
- Американская коллегия хирургов
- Berliner Chirurgische Gesellschaft - старейшее хирургическое объединение Германии
- Немецкое объединение хирургии (Deutsche Gesellschaft für Chirurgie)
- Королевский хирургический колледж Эдинбурга (Royal College of Surgeons of Edinburgh)
- Королевская коллегия хирургов Англии
- Королевский колледж терапевтов и хирургов Глазго (Royal College of Physicians and Surgeons of Glasgow)